# Mike Moustakas
Michael Christopher Moustakas, detto Mike (Los Angeles, 11 settembre 1988), è un giocatore di baseball statunitense, terza base per i Cincinnati Reds nella Major League Baseball. È soprannominato Moose (alce) dai tifosi dei Royals, che sottolineano le sue migliori giocate imitando il verso dell'alce.

## Carriera
Moustakas fu selezionato come seconda scelta assoluta dai Kansas City Royals, durante il draft 2007. Debuttò nella MLB il 10 giugno 2011 all'Angel Stadium di Anaheim, contro i Los Angeles Angels of Anaheim. Nella stagione 2012 batté 20 fuoricampo e 73 punti battuti a casa (RBI) in 149 presenze.
Nel 2015, Moustakas batté con oltre .300 nella prima metà della stagione, venendo convocato per il suo primo All-Star Game. Il 12 settembre stabilì un nuovo record di franchigia battendo 9 RBI in una singola gara contro i Baltimore Orioles. Nelle World Series 2015 conquistò il suo primo titolo di campione MLB battendo in cinque partite i New York Mets.
Il 6 luglio 2017, Moustakas fu convocato per il suo secondo All-Star Game. Divenne free agent il 2 novembre 2017, a stagione conclusa.
Il 10 marzo 2018 Moustakas rinnovò con i Royals, firmando un contratto valido per un anno del valore di 5,5 milioni di dollari.
Il 28 luglio, i Royals scambiarono Moustakas con i Milwaukee Brewers, in cambio di Brett Phillips e Jorge López. Divenne free agent al termine della stagione 2019.
Il 5 dicembre 2019, Moustakas firmò un contratto quadriennale dal valore complessivo di 64 milioni di dollari con i Cincinnati Reds.
Il 20 maggio 2021, Moustakas venne inserito nella lista degli infortunati per una contusione al tallone destro. Tornò a giocare nella MLB il 6 agosto dello stesso anno.

## Palmarès

### Club
- World Series: 1

Kansas City Royals: 2015

### Individuale
- All-Star: 3

2015, 2017, 2019